# Trismelasmos mixta
Trismelasmos mixta is een vlinder uit de familie van de Houtboorders (Cossidae). De wetenschappelijke naam van de soort is voor het eerst gepubliceerd in 1888 door Arnold Pagenstecher.
De soort komt voor in Indonesië (Molukken).